# Central Security Service
Pour les articles homonymes, voir CSS.
Le Central Security Service (CSS) est une agence du département de la Défense des États-Unis qui a été créée dans le but de promouvoir un partenariat total entre la National Security Agency (NSA) et les ressources chargées de la cryptologie de l'armée américaine. 

## Création
La création du CSS est la culmination de deux décennies de rivalités entre la National Security Agency (NSA), agence dépendant directement du secrétaire à la Défense des États-Unis, et les Joint Chiefs of Staff (JCS, chefs d'état-major interarmées) pour le contrôle des ressources et opérations cryptologiques. Une grande partie de ces ressources dépendaient des Service Cryptologic Agencies (SCA, « agences cryptologiques des services », c'est-à-dire les agences chargées du renseignement d'origine électromagnétique appartenant aux forces armées des États-Unis : US Army, Navy et Air Force), chacune subordonnée via la hiérarchie militaire aux JCS. 
En 1971, James Schlesinger du bureau de la gestion et du budget effectua un audit de l'Intelligence Community qui recommandait entre autres, notamment pour des motifs budgétaires, de tout centraliser sous l'autorité de la NSA, ôtant toute implication du JCS dans le domaine du renseignement d'origine électromagnétique. Le 5 novembre 1971, le président des États-Unis Richard Nixon annonça les conclusions de Schlesinger par une lettre qui prévoyait entre autres la création d'un « commandement cryptologique national » unifié sous l'autorité du directeur de la NSA le 1er janvier 1972. Cette lettre ne donnait pas de détails, et les chefs d'état-major craignaient que la NSA s'occuperait en priorité du renseignement de niveau national au détriment du renseignement militaire tactique. 
Le 23 décembre 1971, le secrétaire à la Défense Melvin Laird annonça au directeur de la NSA Noel Gayler que l'organisation serait appelée « Central Security Service » (CSS) au lieu de « commandement » et lui donna un mois de délai supplémentaire pour établir ce service. Il signa également la directive du département de la Défense 5100.20 annonçant la création du CSS et ordonnant que le poste de chef du CSS incombe au directeur de la NSA. Une nouvelle directive du Conseil de sécurité nationale régulant les activités de renseignement d'origine électromagnétique qui fut publiée le 17 février 1972 établissait le CSS comme devant être orienté vers la collecte de renseignement, et donnait autorité au directeur de la NSA en matière de guerre électronique, d'assignation de missions, de logistique, de recherche, de formation et de gestion de la carrière du personnel, mais laissait les unités mobiles ou tactiques sous contrôle de la hiérarchie militaire. 
Le plan initial de Gayler était que le CSS soit composé de la NSA et des SCA tels qu'ils existaient, et serait dirigé par le directeur de la NSA assisté d'un état-major. Le directeur de la NSA et ses assistants porteraient comme « double casquette » le poste équivalent dans le CSS. Les SCA résistèrent autant que possible, et faute de soutien de l'administration à la NSA, celle-ci n'acquit pas d'autorité directe sur la plupart des ressources de théâtre. Un aspect-clé, lancé par le successeur de Gayler à l'automne 1972, était de rassembler les quartiers-généraux des SCA dans ceux de la NSA, mais ceux-ci tinrent à rester près des quartiers-généraux de leur service d'appartenance et le plan s'effondra faute d'espace disponible à Fort Meade. 
Au début de 1973, il était clair que le concept de CSS ne fonctionnait pas. L'état-major du CSS coûtait 200 personnels à la NSA et ne produisait rien. Le 16 avril 1973, le directeur de la NSA Sam Phillips décida de dissoudre cet état-major, transférant son autorité à un nouveau directeur adjoint qui devint également chef adjoint du CSS, et confiant les activités du CSS aux cadres existants de la NSA. En 1976 le CSS n'était qu'une « organisation de papier » ne comptant que son chef, son chef adjoint, et un état-major de moins de dix personnes. 
Néanmoins, l'établissement du CSS bénéficia à la communauté par la rationalisation de fonctions telles que la formation du personnel. Les chefs des SCA furent amenés à avoir des contacts réguliers avec le directeur de la NSA qui permit à ce dernier de cultiver des relations plus proches et personnelles.
Par la suite, le rôle des SCA évolua. Leur mission traditionnelle de pourvoir de grands sites fixes d'interception fut peu à peu abandonnée, pour être remplacée par celle de soutenir tactiquement les commandements militaires.

## Chefs
Le chef du CSS (chief, CSS ou CHCSS) est le directeur de la National Security Agency (NSA). Il a plusieurs adjoints dont un directeur adjoint de la NSA et un chef adjoint du CSS (deputy chief, Central Security Service, DCHCSS ou DCH/CSS). 
Liste partielle des chefs adjoints du CSS  :
- 1975-1978 : Brigadier General George L. McFadden, Jr., US Army (également Deputy Director for Field Management and Evaluation (DDF), NSA)[7]
- Juin 1978-août 1980 : Major General Howard M. Estes Jr., USAF (également Deputy Director for Field Management and Evaluation, NSA, puis à partir d'août 1979, Deputy Director for Programs and Resources, NSA)[8]

- Août 1993 : Brig Gen Billy J. Bingham, USAF (également Assistant Deputy Director for Operations, NSA)[9]
- Août 1994 : Brig Gen James A. Jaeger, USAF (également Assistant Deputy Director for Operations, NSA)[10]

- Novembre 1999 : Maj Gen Tiiu Kera, USAF[11]
- Octobre 2001 : Brig Gen puis Maj Gen Tommy F. Crawford, USAF[12]
- Juillet 2003 : Brig Gen Curtis M. Bedke, USAF (également directeur du National Security Operations Center de la NSA)[13]
- Septembre 2004 : Brig Gen Stephen J. Miller, USAF[14]
- Juillet 2006 : Brig Gen puis Maj Gen Randal D. « Randy » Fullhart, USAF[15]
- Juillet 2008 : Brig Gen puis Maj Gen Noel T. (Tom) Jones, USAF[16]
- Octobre 2010 : Brig Gen puis Maj Gen Jim H. Keffer, USAF[17]
- Juillet 2012 : Brig Gen D. Scott George, USAF[18]
- Août 2014 : Maj Gen John D. Bansemer, USAF[19]
- Février 2016 : Maj Gen Mark W. Westergren, USAF (également Director, Engagement and Policy, NSA à partir d'août 2016)[20]